# Electra
Electra (em grego clássico: Ἠλέκτρα; [ɛː.lék.traː]; romaniz.: Ēléktrā; lit. âmbar; também escrito Elektra), na mitologia grega, era filha de Agamemnon e Clitemnestra, irmã de Orestes, Crisótemis e Ifigênia.
É a personagem principal da peça homónima de Sófocles e de outra por Eurípides, além da paródia de Ésquilo.
Amargurada e impulsiva, Electra, levada mais pela fúria do que pela maldade, induziu seu irmão Orestes a assassinar sua mãe, vingando a morte de seu pai, arquitetada por Clitemnestra. Esse seria um ato do qual ambos se arrependeriam, pois, antes de sua morte, a rainha havia dito que amava os filhos, e que tratava-a mal para que Egisto, seu amante e também inimigo e assassino de Agamemnon, não desconfiasse de seus sentimentos pela filha, e, assim, não fizesse mal a esta.
A princesa não se deixando levar pela compaixão, a mata sangrentamente. Mais tarde, Electra desposa Pílades, amigo de Orestes e seu primo, o filho primogênito do rei Estrófio. 

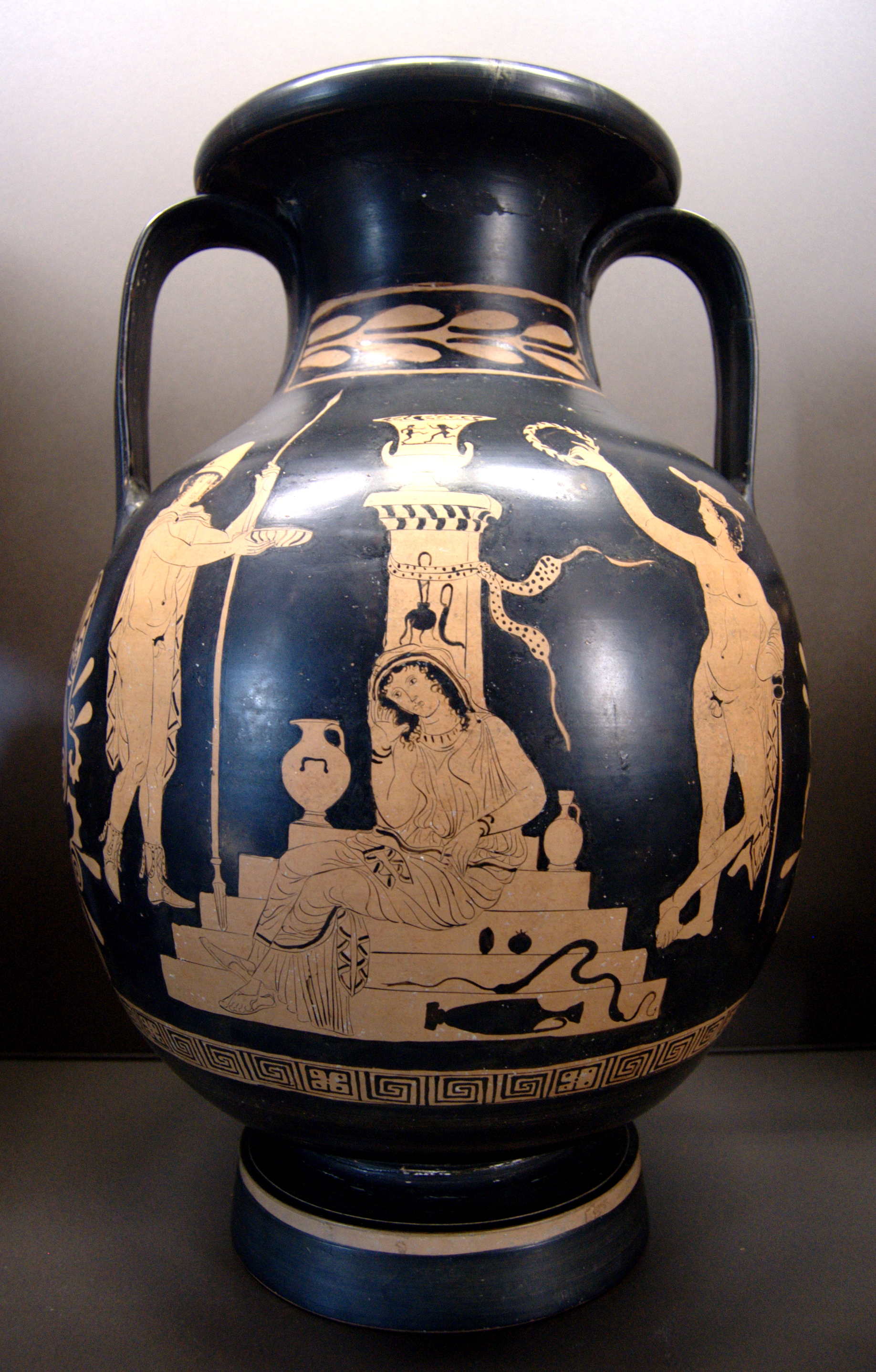
Orestes, Electra e Hermes na tumba de Agamemnon, pélica de figura vermelha lucaniana, a aproximadamente 380–370 AC, Louvre (K 544)

O termo complexo de Electra é usado na Psicologia analítica como a contrapartida feminina do complexo de Édipo, para designar o desejo da filha pelo pai. O termo foi proposto por Jung — contudo, Freud, por sua vez, prefere usar o termo complexo de Édipo em ambos os casos, sem fazer distinção de gênero.

## Electra - Outra versão
Electra, princesa de Micenas, é filha de Agamemnon e Clitemnestra, sendo irmã de Orestes e Ifigênia. A rainha, sua mãe, atormentada pelo sacrifício de Ifigênia, une-se ao sobrinho do esposo. Esse príncipe, Egisto, fora perseguido por Agamênon e privado de seus direitos. Retornando a Micenas durante a guerra de Troia, une-se à rainha, com quem tem um filho, Aletes. Os dois amantes aguardam o retorno do rei para consumar a vingança. 
Após o assassinato do pai por Egisto e Clitemnestra, Electra é poupada pela mãe. Mas consome-se pela perda do pai, Agamemnon, a quem adorava. Pedia aos deuses que lhe enviassem um meio de vingar sua morte. Suas preces serão atendidas por seu irmão Orestes, a quem salvou da morte em criança. Prevendo o que viria com a volta de Egisto, confiou-o em segredo a um velho preceptor, que o levou para longe de Micenas. Por tudo isto, era tratada no palácio como escrava. 
Temendo que a enteada tivesse um filho que um dia pudesse vingar a morte de Agamemnon, Egisto fê-la casar-se com um pobre camponês. O marido, todavia, respeitou-lhe a virgindade. Mas é chegado o dia do retorno de Orestes. A jovem princesa o guiará até os assassinos de seu pai. Quando, após a morte de Egisto e Clitemnestra, Orestes foi envolvido e "enlouquecido" pelas erínias, ela colocou-se a seu lado e cuidou do irmão até o julgamento final no Areópago de Atenas. Após ser absolvido pelo voto de Atena, Orestes e Pílades, seu primo, partem para Táurida em busca de uma estátua de Ártemis. Lá encontraram Ifigênia como sacerdotisa de Ártemis. Retornam todos a Micenas e, após as núpcias de Orestes com Hermíone, Electra casa-se com Pílades.